# Fiziologija čovjeka
Fiziologija čovjeka jest znanost o mehaničkim, fizičkim i biokemijskim funkcijama normalnih ljudi ili ljudskih tkiva i organa.
Fiziologija u osnovi proučava tijelo na razini organa i sistema. Većina aspekata ljudske fiziologije blisko je homologna s odgovarajućim aspektima fiziologije životinja, i pokusi na životinjama pružili su gotovo cijelu osnovu znanja iz fiziologije. Fiziologija čovjeka jedna je od temeljnih medicinskih znanosti i primjenjuje se u medicinskoj skrbi.
Mnoge fiziološke varijable (kao razina glukoze u krvi, tjelesna temperatura, pH krvi itd.) moraju se održavati u uskim granicama kako bi se održalo zdravlje. Prevladavajuća tema fiziologije je ona o homeostazi, održavanju stabilnog unutrašnjeg okruženja unatoč vanjskim kolebanjima. Zaista, primarna funkcija mnogih organskih sustava jest održavanje homeostaze. Na primjer, mokraćni sustav pomaže kontroliranju količine vode u organizmu kao i održavanje pH vrijednosti krvi i različitih otpadnih produkata, a krvožilni sustav osigurava tkivima stalnu opskrbu kisikom i hranjivim tvarima i otklanja štetne produkte.
Tradicionalno, akademska disciplina fiziologija promatra tijelo kao skupinu sistema s međusobnom interakcijom, svaki s vlastitom kombinacijom funkcija i svrhom:
- Živčani sustav sastoji se od središnjeg živčanog sustava (mozak i leđna moždina) i perifernog živčanog sustava. Mozak je organ misli, emocija i procesuiranja osjeta, te služi mnogim drugim aspektima komunikacije i kontrole drugih različitih sistema i funkcija. Živčani sustav proučava neuroznanost, a disciplina usredotočena na bolesti jest neurologija. Područje medicine koje dijagnosticira, liječi i proučava mentalne bolesti i ponašanje, jest psihijatrija.

- - Specijalni osjeti sastoje se od vida, sluha, okusa i mirisa. Oči, uši, jezik i nos prikupljaju informacije o okolišu tijela. Proučavanje vida i očiju naziva se oftalmologija, dok se proučavanje sluha, okusa i mirisa naziva otorinolaringologija.

- Lokomotorni sustav sastoji se od ljudskog skeleta (koji uključuje kosti, ligamente, tetive i hrskavice) te pripadajuće mišiće. Daje tijelu osnovnu strukturu i sposobnost kretanja. Uz strukturnu ulogu, veće kosti sadrže koštanu srž, mjesto stvaranja krvnih stanica. Također, kosti su mjesto skladištenja kalcija i fosfata. Proučavanje skeleta naziva se osteologija, a disciplina koja bavi bolestima tog sustava je ortopedija.

- Krvožilni sustav sastoji se od srca i krvnih žila (arterija, vena, kapilara). Srce pokreće cirkulaciju krvi, koja služi kao prijenosni sustav za kisik, hranjive i otpadne tvari, stanice imunosnog sustava, signalne molekule itd. iz jednog dijela tijela u drugi. Proučavanje krvožilnog sustava naziva se kardiovaskularna fiziologija, a bolesti proučava kardiologija.

- - Krv se sastoji od tekućine koja prenosi stanice u cirkulaciju, uključujući neke koje se kreću iz tkiva u krvne žile i natrag, kao i slezenu i koštanu srž. U stanice spadaju crvene krvne stanice koje prenose kisik, bijele krvne stanica koje posreduju odgovor na infekciju i strane tvari, te krvnih pločica s odgovarajućim plazmatskim proteinima koji potiču zgrušavanje krvi i zacjeljivanje rana. Proučavanje krvi naziva se hematologija.

- - Probavni sustav sastoji se od usta, jednjaka, želuca, malog i velikog crijeva te rektuma, kao jetre, gušterače,  žuči i žlijezda slinovnica. Pretvara hranu u male, hranjive, ne-toksične, molekule koje se mogu prenositi cirkulacijom u sva tkiva u tijelu, te izlučuje neupotrijebljene tvari. Proučavanjem ovog sustava bavi se gastroenterologija.

- Dišni sustav sastoji se od nosa, nazofarinksa, dušnika i pluća. Dobiva kisik iz zraka i izlučuje ugljični dioksid i vodu natrag u zrak. Proučavanje ovog sustava jest respiratorna fiziologija. Klinički dio jest pulmologija.

- Mokraćni sustav sastoji se od bubrega, uretera, mokraćnog mjehura i uretre. Otklanja vodu iz krvi i proizvodi urin, koji prenosi mnoštvo otpadnih molekula i višak iona i vode iz krvi. Proučavanje funkcije mokraćnog sustava je nefrologija ili renalna fiziologija, a strukturalnim bolestima bavi se urologija.

- Imunosni sustav sastoji se od bijelih krvnih stanica, timusa, limfnih čvorova i limfnih žila, koji su također dio limfnog sustava. Imuni sustav osigurava mehanizam kojim tijelo razlikuje vlastite stanice i tkiva od stranih stanice i materijala te ih neutralizira i uništava upotrebljavajući specijalizirane proteine kao antitijela, citokine i mnoge druge. Proučavanjem imunosnog sustava bavi se imunologija.

- Endokrini sustav sastoji se od endokrinih žlijezda: hipofize, tiroidne, nadbubrežnih, gušterače, paratiroidnih i spolnih, ali i gotovo svi organi i tkiva proizvode specifične endokrine hormone također. Endokrini hormoni služe kao signali između tjelesnih sustava u ogromnom spektru uvjeta, rezultirajući različitim promjenama funkcija. Proučavanje ovog sistema naziva se endokrinologija.

- Reproduktivni sustav sastoji se od spolnih žlijezda te vanjskih i unutrašnjih spolnih organa. Reproduktivni sustav proizvodi gamete za svaki spol, mehanizam za njihovu kombinaciju i pruža okružje za prvih devet mjeseci razvoja potomka. Proučavanje fizičke fizološke funkcije ovo sustava naziva se reproduktivna fiziologija, a kada se primjenjuje na poremećaje u reprodukciji naziva se ginekologija ili andrologija. Proučavanjem bihevioralnih aspekata jest seksologija, a proučavanje razvoja samog potomka naziva se embriologija.

- Pokrovni sustav sastoji se od kože, kose i noktiju kao i drugih funkcionalno važnih struktura kao što su žlijezde znojnice i lojnice. Koža omogućava održavanje homeostaze, strukture i pruža zaštitu drugim organima, ali je isto tako veliko senzoričko sučelje za vanjsku svijet. Proučavanje kože naziva se dermatologija.

- - Masno (adipozno) tkivo sastoji se od nekoliko vrsta tjelesne masti, ispod kože i oko unutrašnjih organa. U principu služi kao zaliha goriva, izolacija te daje signale o statusu zaliha drugim sustavima. Proučavanje ovog sustava je relativno novo tako da ne postoji rašireni pojam za disciplinu.

Tradicionalna podjela po sustavima je pomalo arbitrarna. Mnogi dijelovi tijela sudjeluju u više od jednog sustava, a sustavi se mogu podijeliti prema funkciji, embrionalom porijeklu ili kategorizirati drukčije. Na primjer, neuroendokrini sustav, kompleks interakcija između neuroloških i endokrinih sustava koji zajedno upravljaju fiziologijom. Dalje, mnoge aspekte fiziologije nije lako uključiti u tradicionalne organske sustave.
Proučavanje promjene fizioloških procesa u bolesti jest patofiziologija.

## Vanjske poveznice
Mrežna mjesta
- fiziologija Hrvatska enciklopedija
- Hrvatsko društvo fiziologa  Arhivirana inačica izvorne stranice od 26. ožujka 2017. (Wayback Machine)